# ITunes Originals

«iTunes Originals» представляет собой серию цифровых релизов доступных только через ITunes Store. Проект был задуман и развивался длительное время DJ-еем радиостанции «KCRW» и руководителем музыкальных фильмов Chris Douridas, который завербовал Stephen Marsh для мастеринга альбомов. Каждый выпуск содержит музыку одного исполнителя. Релизы, как правило, содержат более 20 треков (некоторые более 30), которые включают в себя музыку из релизов, новые записи (как ранее выпущенные, а иногда и не издававшиеся песни) специально для iTunes Originals, и записанные тексты исполнителей для ознакомления с историей их творчества, и/или обсуждения будущих песен. Некоторые релизы также включают видео, как ранее выпущенные, так и созданные специально для iTunes Originals. Песни, записанные эксклюзивно для альбомов, как правило, записаны в студии звукозаписи.
Большинство альбомов iTunes Originals доступны в iTunes Store США, так же в наличии есть различная музыка в каждом выпуске в магазинах других стран. Иногда бывают оригиналы доступные только в других странах; 1-м ярким примером этого является японский релиз группы «Ulfuls», который был самым загружаемым альбомом в Японии в течение первых четырёх дней после начала запуска проекта iTunes в этой стране в августе 2005 года. Хотя они, безусловно, содержат полные релизы большой длины (большинство из них больше чем длина 80-минутного компакт-диска), но факт, что большинство треков либо ранее выпущенных записей, перезаписанных, либо текстов, в результате выхода «первого альбома» исполнителя, как правило, не рассматриваются.
К 2006 году 15 альбомов iTunes Originals были отмечены в чартах журнала Billboard, как лучшие цифровые альбомы, в том числе The Fray, Ben Harper, Rob Thomas и Fiona Apple. Лучшим продаваемым цифровым альбомом в 2005 году был альбом «iTunes Originals – Sarah McLachlan».

## СписокiTunes Originals
Несмотря на обложки предоставляемые iTunes, каждый релиз iTunes Originals не просто под названием iTunes Originals, а «iTunes Originals — Исполнитель» в тегах файлов альбов, и в базе данных iTunes. Ниже приводится список альбомов iTunes Originals (в алфавитном порядке по исполнителю):
- iTunes Originals — 3 Doors Down
- iTunes Originals — Aimee Mann
- iTunes Originals — Alanis Morissette
- iTunes Originals — Aleks Syntek
- iTunes Originals — Amy Grant
- iTunes Originals — Anthony Hamilton
- iTunes Originals — Barenaked Ladies
- iTunes Originals — Ben Folds
- iTunes Originals — Ben Lee (эксклюзивно для Австралии)
- iTunes Originals — Björk
- iTunes Originals — Black Eyed Peas
- iTunes Originals — Bonnie Raitt
- iTunes Originals — Crazy Ken Band (эксклюзивно для Японии)
- iTunes Originals — David Gray
- iTunes Originals — Death Cab for Cutie
- iTunes Originals — Elvis Costello
- iTunes Originals — Finger Eleven
- iTunes Originals — Fiona Apple
- iTunes Originals — Globe (эксклюзивно для Японии)
- iTunes Originals — Gloria Estefan & Miami Sound Machine (выпущен 29 мая 2007 года)
- iTunes Originals — Goldfrapp
- iTunes Originals — Goo Goo Dolls
- iTunes Originals — Jack Johnson
- iTunes Originals — Jars of Clay
- iTunes Originals — Джуэл
- iTunes Originals — Joel Plaskett
- iTunes Originals — Keith Urban
- iTunes Originals — Lee Ann Womack
- iTunes Originals — Liz Phair (доступна как чистая, так и явная версия)
- iTunes Originals — LL Cool J
- iTunes Originals — Mary J. Blige
- iTunes Originals — Melissa Etheridge
- iTunes Originals — Moby
- iTunes Originals — Nas (явная)
- iTunes Originals — Neko Case
- iTunes Originals — New Order
- iTunes Originals — Patti Smith
- iTunes Originals — Paul Simon
- iTunes Originals — PJ Harvey
- iTunes Originals — Red Hot Chili Peppers
- iTunes Originals — R.E.M.
- iTunes Originals — Rob Thomas
- iTunes Originals — Sarah McLachlan
- iTunes Originals — Seether
- iTunes Originals — Sheryl Crow
- iTunes Originals — Something for Kate
- iTunes Originals — Staind
- iTunes Originals — Sting
- iTunes Originals — Tears for Fears
- iTunes Originals — The Cardigans
- iTunes Originals — The Flaming Lips
- iTunes Originals — The Living End
- iTunes Originals — The Wallflowers
- iTunes Originals — Ulfuls (эксклюзивно для Японии)
- iTunes Originals — Willie Nelson
- iTunes Originals — Yeah Yeah Yeahs